# Aforia abyssalis
Aforia abyssalis é uma espécie de gastrópode do gênero Aforia, pertencente a família Cochlespiridae.